# Fausto Bordalo Dias
Fausto, nome artístico de Carlos Fausto Bordalo Gomes Dias OL (Oceano Atlântico, registado em Vila Franca das Naves, 26 de novembro de 1948 — Lisboa, 1 de julho de 2024), foi um compositor e cantor português.

## Biografia
Embora nascido a bordo do navio Pátria, em viagem entre Portugal e Angola, Fausto Bordalo Dias foi registado em Vila Franca das Naves, Trancoso. Foi na antiga província ultramarina portuguesa que formou a sua primeira banda, Os Rebeldes. À musicalidade da sua origem beirã, assimilou os ritmos africanos.

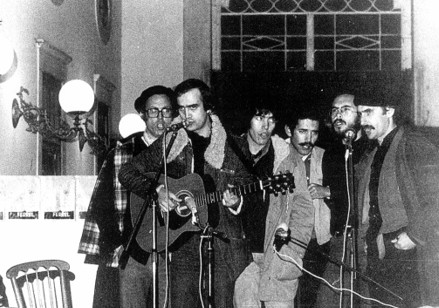
Com Vitorino, Zeca Afonso, e Sérgio Godinho, em 1979.

Aos 20 anos, em Lisboa, onde se instalou a fim de prosseguir os estudos — concluiu a licenciatura em Ciências Políticas e Sociais, no então denominado Instituto Superior de Ciências Sociais e Política Ultramarina, atual ISCSP.
Em 1969 lançou o primeiro EP, Fausto, com o qual venceu no mesmo ano o Prémio Revelação da Rádio Renascença.
No âmbito do movimento associativo em Lisboa, aproximou-se de nomes como José Afonso, Adriano Correia de Oliveira, Manuel Freire, juntamente com José Mário Branco ou Luís Cília, que viviam no exílio.
Em maio de 1974 foi um dos fundadores do GAC, juntamente com José Mário Branco, Afonso Dias e Tino Flores.
Em 1978 colaborou com Sérgio Godinho e José Mário Branco na banda-sonora do filme A Confederação, de Luís Galvão Teles.
Entrou na Maçonaria em 1985, no Grande Oriente Lusitano.
No dia 8 de julho de 1997, em Belém, ofereceu um dos seus mais marcantes concertos, celebrando os 500 anos da partida de Vasco da Gama para a Índia, no mesmo dia em 1497, a convite da Comissão Nacional para as Comemorações dos Descobrimentos Portugueses.
Em 2009 juntou-se novamente a Sérgio Godinho e José Mário Branco para o espectáculo Três cantos ao vivo, um evento de grande destaque cultural que resultou no lançamento de um álbum ao vivo.
Autor de 12 discos, gravados entre 1970 e 2011 (dez de originais, uma compilação regravada e um disco ao vivo), é presentemente um importante nome da música portuguesa e da música popular em particular. A sua obra tem sido revisitada por nomes como, entre outros, Mafalda Arnauth, Né Ladeiras, Pedro Moutinho, Teresa Salgueiro, Cristina Branco, Marco Oliveira ou Ana Moura.
O seu último álbum, Em busca das montanhas azuis, foi lançado em 2011 e conta com arranjos musicais de José Mário Branco em quatro faixas.
Em março de 2023 foi realizada uma homenagem de Filipe Sambado, Surma e Primeira-Dama a Fausto, na segunda semifinal da 57ª edição do Festival RTP da Canção. Foram interpretadas as canções "O barco vai de saída", "Como um sonho acordado", "A guerra é a guerra", "O cortejo dos penitentes" e "Lembra-me um sonho lindo".
Morreu a 1 de julho de 2024, aos 75 anos, em Lisboa, vítima de doença prolongada.

## Discografia
Entre a sua discografia encontram-se:

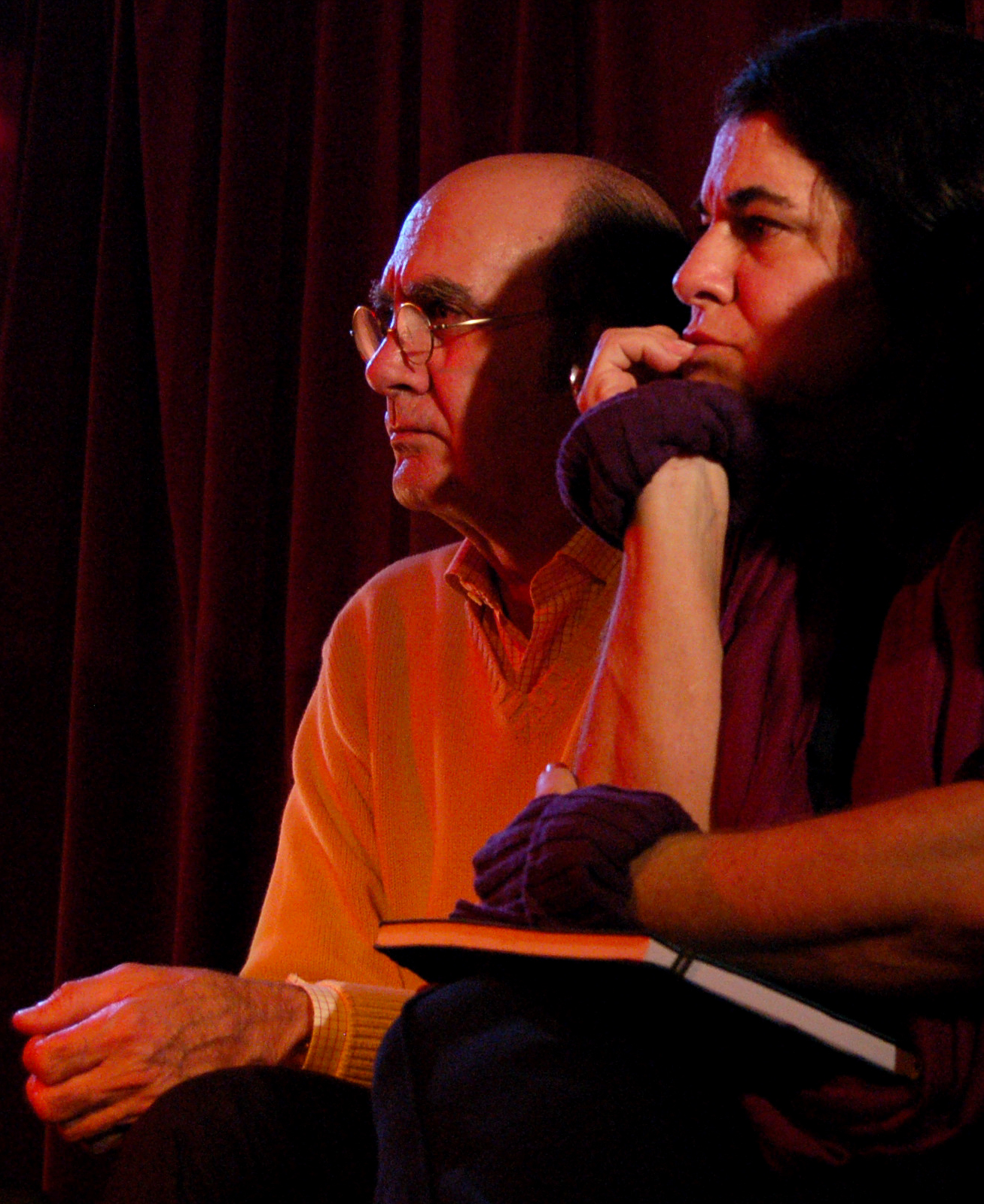
Fausto e Amélia Muge, no Chapitô (Lisboa), em 2010

### Álbuns de originais
- Fausto (1970)
- P'ró Que Der e Vier (1974)
- Um Beco com saída (1975)
- Madrugada dos Trapeiros (1977)
- Histórias de Viageiros (1979)
- Por Este Rio Acima (1982)
- O despertar dos alquimistas (1985)
- Para além das cordilheiras (1987)
- A preto e branco (1988)
- Crónicas da terra ardente (1994)
- A Ópera Mágica do Cantor Maldito (2003)
- Em Busca das Montanhas Azuis (2011)

### Singlese EPs
- Fausto (1º EP, 1969)
- Llora, Amigo, Llora (1970)
- África / Ó Pastor Que Choras (1970)
- Venha Cá Sr. Burguês (1974)
- Marcolino (1975)
- Uns Vão Bem E Outros Mal (1977)
- Se Tu Fores Ver O Mar (1978)
- Guerra do Mirandum (Single, 1984)
- O Coça-Barriga (1985)
- O Despertar Dos Alquimistas (1985)
- Navegar, Navegar (1986)

### Coletâneas
- O Melhor dos Melhores (1994)
- Atrás dos Tempos Vêm Tempos (1996)
- Grande Grande É a Viagem (ao vivo) (1999)
- 18 canções de amor e mais uma de ressentido protesto (2007)

### Álbuns em colaboração
- Cantigas De Ida E Volta (1975), em conjunto com Sérgio Godinho, Vitorino e Sheila Charlesworth
- A Confederação (1978), em conjunto com Sérgio Godinho e José Mário Branco
- Três Cantos: Ao Vivo (2009), em conjunto com Sérgio Godinho e José Mário Branco

## Prémios e condecorações
- 1969 — Prémio Revelação, atribuído pela Rádio Renascença [3][6]
- 1988 — Prémio José Afonso[20]
- 1994 — Oficial da Ordem da Liberdade (9 de Junho)[21]
- 2012 — Melhor Álbum — Prémios Autores da Sociedade Portuguesa de Autores, "Em Busca das Montanhas Azuis"[22]
- 2012 — Melhor Canção — Prémios Autores da Sociedade Portuguesa de Autores, "E Fomos pela Água do Rio"[22]
- 2017 — Prémio Carlos Paredes (Carreira)[23]